# Valencia (пісня)
«Valencia» — пісня-пасодобль, написана Хосе Падільє для сарсуели «La bien amada» 1924 року і включена до німого фільму «Валенсія» 1926 року, з текстом, перекладеним Люсьєном Боє, Жаком Шарлем і Кліффордом Ґреєм. Записана Полом Вайтменом та його оркестром, вона стала одним з найбільших хітів 1926 року, очолюючи хіт-паради протягом 11 тижнів, починаючи з 30 березня 1926 року.

## У популярній культурі
Іншими популярними записами 1926 року були «Ben Selvin & His Orchestra» (вокал Ірвінґа Кауфмана), «The Revelers», Росса Гормана та Джессі Кроуфорда. Того ж року Карлос Ґардель записав «Валенсію» з іншими текстами, оскільки маестро Паділья часто працював у Буенос-Айресі.
Тоні Мартін записав пісню в 1950 році, а його кавер на неї досягнув 18 місця в американському хіт-параді. Ця пісня стала однією з класичних у виконанні тенора Маріо Ланца, починаючи з 1954 року. Вона також увійшла до саундтреку до фільму «Останній шлюб» (1957) у виконанні Сари Монтьєль, а в 1994 році Сара Монтьєль виконала цю пісню наживо під час святкування Валенсійського фестивалю Fallas. Пісня увійшла до мініальбому іспанського гурту The Shadows «Los Shadows», випущеного у 1963 році. У 2008 році вона увійшла до альбому Пласідо Домінго Because you're mine.
Цей марш вважається неформальним гімном Валенсії. Його особливо люблять у Валенсії, оскільки щороку в березні під час валенсійського свята Фаллас у Валенсії валенсійський пасодобль звучить під час підношення квітів до Богоматері Покинутої.